# 布魯瑙河
52°50′57″N 10°6′6″E / 52.84917°N 10.10167°E

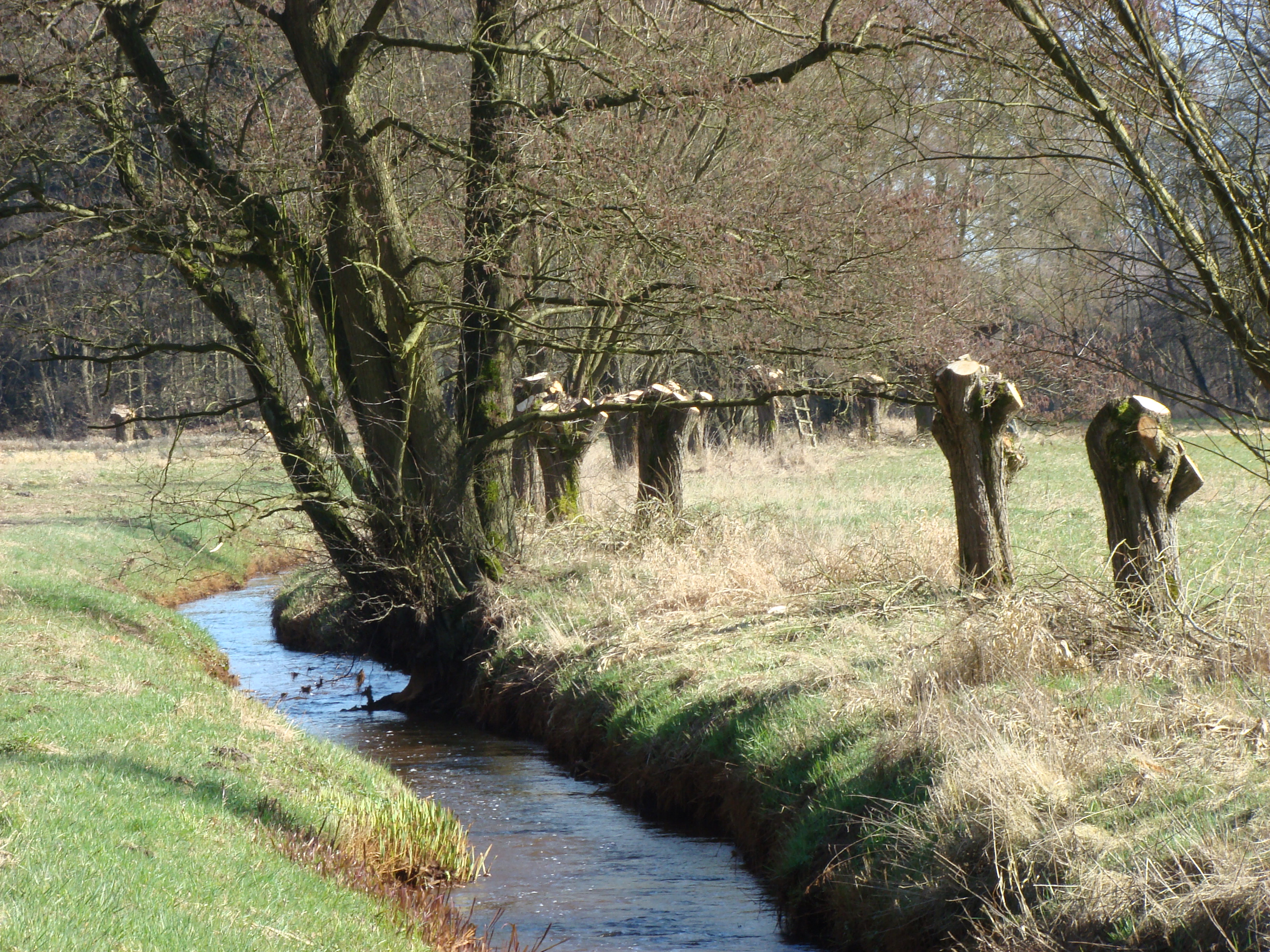
布魯瑙河

布魯瑙河（德語：Brunau），是德國的河流，位於該國西北部，由下薩克森州負責管轄，屬於厄爾策河的支流，處於呂訥堡石楠草原，河道全長10.3公里。